# Сакко и Ванцетти (фильм, 1971)
«Сакко и Ванцетти» (итал. Sacco e Vanzetti) — кинофильм режиссёра Джулиано Монтальдо, вышедший на экраны в 1971 году. Фильм посвящён истории знаменитого дела Сакко и Ванцетти.

## Сюжет
1920 год, штат Массачусетс. Двое случайно задержанных на улице иммигрантов-анархистов — Никола Сакко и Бартоломео Ванцетти — обвиняются в убийстве нескольких человек при ограблении обувной фабрики. У арестованных обнаружены пистолеты, которые, по утверждению прокурора Кацмана, использовались при совершении преступления. Защищать обвиняемых берется известный адвокат Фред Мур. Постепенно, по мере того, как дело становится всё более известным широкой публике, суд над Сакко и Ванцетти приобретает черты политического процесса.

## В ролях
- Джан Мария Волонте — Бартоломео Ванцетти
- Риккардо Куччолла — Никола Сакко
- Сирил Кьюсак — прокурор Фредерик Кацман
- Розанна Фрателло — Роза Сакко
- Джеффри Кин — судья Вебстер Тэйер
- Майло О'Ши — адвокат Фред Мур
- Уильям Принс — адвокат Уильям Томпсон
- Клод Манн — журналист
- Арминия Бальдуччи — Вирджиния

## Музыка
Песню «Here’s to You», впервые прозвучавшую в этом фильме, исполняет Джоан Баэс.

## Награды
В 1971 году фильм участвовал в основном конкурсе Каннского кинофестиваля, где Риккардо Куччолла был удостоен приза за лучшую мужскую роль.
В 1972 году лента получила три премии «Серебряная лента» Итальянского национального синдиката кинжурналистов: за лучшую мужскую роль (Риккардо Куччолла), лучшую дебютную женскую роль (Розанна Фрателло) и лучшую музыку (Эннио Морриконе).

### Для дополнительного чтения
- Баскаков В. Неореализм сегодня // Искусство кино. — 1972. — № 3. — С. 125—137.
- Капралов Г. Утверждение истины, разоблачение мифов : Заметки о VII Московском международном кинофестивале // Искусство кино. — 1972. — № 1. — С. 129—142.